# 오기노야마나카번
오기노야마나카번(일본어: 荻野山中藩 오기노야마나카한[*])은 사가미국 아이코군(지금의 가나가와현 아쓰기시 나카오기노)을 지배하던 번이다. 번청은 오기노 야마나카 진야에 위치해있다.

## 역대 번주
오쿠보가
후다이 1만 3000석
1. 노리노부(教翅) 종5위하 중무대보
2. 노리타카(教孝) 종5위하 이즈모노카미
3. 노리요시(教義) 종5위하 중무대보